# Renato Perona
Renato Perona (Terni, 14 de noviembre de 1927–Ibidem, 25 de julio de 1984) es un deportista italiano que compitió en ciclismo en la modalidad de pista, especialista en la prueba de tándem.
Participó en los Juegos Olímpicos de Londres 1948, obteniendo una medalla de oro en la prueba de tándem (haciendo pareja con Ferdinando Terruzzi).

## Medallero internacional
| Juegos Olímpicos | Juegos Olímpicos      | Juegos Olímpicos | Juegos Olímpicos |
| Año              | Lugar                 | Medalla          | Competición      |
| ---------------- | --------------------- | ---------------- | ---------------- |
| 1948             | Londres (Reino Unido) | Medalla de oro   | Tándem           |